# 1959年日本

## 政府
- 天皇：裕仁[1]
- 內閣總理大臣：岸信介[2]

## 大事記
- 4月1日：京都陶瓷成立。
- 4月10日：皇太子明仁與美智子結婚。
- 6月30日：一架F-100超級軍刀戰鬥機撞向沖繩Miamori小學，造成 21 名學生死亡、100 多人受傷。飛行員在飛機撞上學校前跳傘。[3]
- 7月：日本首相岸信介出訪英國，與英國首相哈羅德·麥克米倫會談時稱，中國若統治台灣「將成為對日本國家安全的重大威脅」[4]。
- 12月3日：新潟日本紅十字會爆炸未遂事件。

## 出生
- 3月23日：伊倉一惠，配音員
- 6月14日：小泉龍司，政治人物